# Ignacio Morgado
Ignacio Morgado Bernal (San Vicente de Alcántara, 1951) es catedrático de Psicobiología del Instituto de Neurociencia en la Facultad de Psicología de la Universidad Autónoma de Barcelona, de la que es decano fundador. En la actualidad imparte clases de Psicología fisiológica y realiza investigación experimental sobre recuperación de la memoria por estimulación eléctrica cerebral. Ha recibido varios galardones y ha realizado estudios en centros internacionales de investigación (Universidades del Ruhr, Alemania, y de Oxford, Reino Unido; Instituto Tecnológico de California, Caltech, EE. UU.). Pertenece a varias sociedades científicas internacionales y ha sido asesor científico de la editorial Ariel y Cosmocaixa Barcelona. Es autor de más de un centenar de trabajos especializados en psicobiología y neurociencia cognitiva. Sus últimas obras de divulgación son Emociones e inteligencia social: una alianza entre los sentimientos y la razón (Ariel 2007 y 2010; edición catalana: Mina 2006) y Cómo percibimos el mundo: una aproximación a la mente y los sentidos (Ariel, 2012), Aprender, recordar y olvidar (Ariel, 2014) y La fábrica de las emociones (Ariel, 2015).